# Yokohama Flügels
El Yokohama Flügels fou un club de futbol japonès de la ciutat de Yokohama.

## Història
El club va ser fundat l'any 1964 amb el nom d'All Nippon Airways FC, propietat de la companyia All Nippon Airways i jugà la Japan Soccer League, abans d'esdevenir professional i ingressar a la J. League. Durant un temps s'anomenà AS Flügels, inicials dels seus patrocinadors, les empreses ANA i Sato Labs. Finalment s'anomenà Yokohama Flügels.
El 1999, després de la marxa de Sato Labs, l'altra empresa, ANA, decidí fusionar el club amb el seu rival ciutadà Yokohama Marinos i crear el nou club Yokohama F. Marinos. La F al nom representava al Flügels. Malgrat tot, molts seguidors rebutjaren la fusió i crearen un nou club basat en el model de club propietat dels socis del FC Barcelona i fundaren el Yokohama FC, primer club professional del Japó propietat dels seus socis.
Carles Rexach entrenà al club entre els anys 1996 i 1998.

## Resultats a la J. League
| Any   | Fase | Posició | PJ  | PG  | PE  | PP | GF  | GC  |
| ----- | ---- | ------- | --- | --- | --- | -- | --- | --- |
| 1993  | 1a   | 7       | 18  | 8   | 10  |    | 24  | 21  |
| 1993  | 2a   | 7       | 18  | 8   | 10  |    | 20  | 30  |
| 1994  | 1a   | 5       | 22  | 13  | 9   |    | 36  | 27  |
| 1994  | 2a   | 8       | 22  | 9   | 13  |    | 31  | 33  |
| 1995  | 1a   | 13      | 26  | 9   | 17  |    | 42  | 54  |
| 1995  | 2a   | 11      | 26  | 11  | 15  |    | 36  | 57  |
| 1996  |      | 3       | 30  | 21  | 9   |    | 58  | 44  |
| 1997  | 1a   | 2       | 16  | 12  | 4   |    | 35  | 16  |
| 1997  | 2a   | 11      | 16  | 7   | 9   |    | 23  | 27  |
| 1998  | 1a   | 8       | 17  | 10  | 7   |    | 33  | 32  |
| 1998  | 2a   | 7       | 17  | 8   | 8   |    | 37  | 32  |
| Total |      |         | 228 | 117 | 111 |    | 375 | 373 |

## Palmarès
- Sèries Regionals de Promoció (1): 
  - 1983
- Japan Soccer League (2a Divisió) (1): 
  - 1987-88
- Copa de l'Emperador (2):
  - 1993, 1998
- Recopa asiàtica de futbol (1): 
  - 1994-95
- Supercopa asiàtica de futbol (1): 
  - 1994-95

## Futbolistes destacats
- Yasuharu Sorimachi 1988-1993
- Motohiro Yamaguchi 1990-1998
- Jaime Rodríguez "Chelona" 1992-1993
- Masakiyo Maezono 1992-1996
- Edu Marangon 1993-1994
- Fernando Moner 1993-1994
- Raúl Vicente Amarilla 1993-1994
- Evair Aparecido Paulino 1995-1996
- Naoto Otake 1991-1997
- Zinho 1995-1997
- Sampaio 1995-1998
- Yasuhiro Hato 1995-1998
- Seigo Narazaki 1995-1998
- Atsuhiro Miura 1995-1998
- Hideyuki Ujiie 1997-1998
- Ígor Lediàkhov 1998
- Yasuhito Endo 1998
- Kazuki Teshima 1998
- Shigeki Tsujimoto 1998
- Paulo Futre 1998